# オマール・ソト
オマール・ソト(Omar Soto、1980年2月19日 -)はメキシコの男性プロボクサー。メキシコシティ出身。

## 来歴
2000年5月6日、アレナ・メヒコで行われたデビュー戦でフランシスコ・ロサスと対戦し、6回判定で引き分けた。
2001年11月10日、メキシコシティで行われたメキシコミニマム級王座決定戦でロレンソ・トレホと対戦し、2-0（117-113、116-113、113-113）の判定勝ちを収め王座を獲得した。
2002年1月19日、メキシコシティでレオナルド・ゴンサレスと対戦し、7回TKO勝ちを収めメキシコ王座の初防衛に成功した。
2002年4月13日、メキシコシティでアレホ・ガリンドと対戦し、2回KO勝ちを収めメキシコ王座の2度目の防衛に成功した。
2002年9月21日、アレナ・メヒコでウリセス・ソリスとノンタイトル10回戦を行い、プロ初黒星となる1-2の判定負けを喫した。
2004年4月2日、フロリダ州オカラのオカラ・エクエストリアン・コンプレックスでWBOラテンアメリカフライ級王者ホセ・ロペスと対戦し、2回2分20秒KO負けを喫し王座獲得に失敗した。
2005年2月25日、ラスベガスのオーリンズ・ホテル・アンド・カジノで行われたIBF世界ミニマム級挑戦者決定戦でダニエル・レイジェスと対戦し、3-0（118-110が2者、115-113）の判定勝ちを収めIBF世界ミニマム級王座への挑戦権獲得に成功した。 
2006年5月6日、ジャカルタのゲロラ・ブン・カルノ・スタジアムでIBF世界ミニマム級王者ムハンマド・ラクマンと対戦し、6回1分4秒KO負けを喫し王座獲得に失敗した。
2006年12月22日、ユカタン州メリダにあるセントロ・デ・コンベンシオネス・ユカタン・シグロ21でNABF北米フライ級王者ヒルベルト・ケブ・バースと対戦し、0-3（112-118、111-117、112-116）の判定負けを喫し王座獲得に失敗した。
2009年6月26日、ブエノスアイレスのエスタディオ・ルナ・パルクでWBO世界フライ級王者オマール・ナルバエスと対戦し、11回1分58秒TKO負けを喫し王座獲得に失敗した。
2009年9月18日、プエルトリコのフアナ･ディアスで行われたIBO世界フライ級王座決定戦でセサール・セダ・ジュニアと対戦し、8回2分30秒TKO負けを喫し王座獲得に失敗した。
2010年7月10日、パシッグのイナレス・スポーツ・アリーナでブライアン・ビロリアと対戦し、1-2（97-93、93-97が2者）の判定負けを喫した。
2011年1月29日、モレロス州クエルナバカでFECARBOXフライ級王者エドガル・ヒメネスと対戦し、3回38秒TKO勝ちを収め王座を獲得した。
2011年5月14日、メキシコシティにあるフォロ・ポランコでバレンティン・レオンと対戦し、2回1分54秒TKO勝ちを収めFECARBOX王座の初防衛に成功した。
2011年7月23日、メキシコシティにあるホセ・クエルボ・サロンでエデュアルド・ゴンサレスと対戦し、3-0（117-112、116-112が2者）の判定勝ちを収めFECARBOX王座の2度目の防衛に成功した。 
2011年10月1日、MGMグランドでWBA世界ライトフライ級王者ローマン・ゴンサレスと対戦。前日計量でソトは体重超過となった為、試合に勝っても王座を獲得できない条件で試合を行ったが2回36秒KO負けを喫した。
2012年9月14日、フロリダ州タンパでグレン・ドネアとWBCラテンアメリカフライ級王座決定戦を行い、3-0（118-110が2者、116-112）の判定勝ちを収め王座を獲得した。
2013年3月1日、メキシコシティのフォロ・ポランコでウリセス・ララとメキシコフライ級王座決定戦を行い、2回TKO負けを喫し王座獲得に失敗した。
2013年9月7日、後楽園ホールで元WBC世界フライ級王者でWBC世界フライ級6位の五十嵐俊幸と対戦し、9回2分32秒KO負けを喫した。
2015年7月25日、ハリウッドのフロレンタイン・ガーデンズで元2階級制覇王者ブライアン・ビロリアとノンタイトル8回戦を行い、初回2分2秒KO負けを喫した。

## 獲得タイトル
- メキシコミニマム級王座
- FECARBOXフライ級王座
- WBCラテンアメリカフライ級王座